# Equisetum xylochaetum
Equisetum xylochaetum es una especie herbácea perenne perteneciente al género Equisetum, dentro de la familia Equisetsceae. Se distribuye desde el sur de Perú hasta el norte de Chile. 

## Descripción

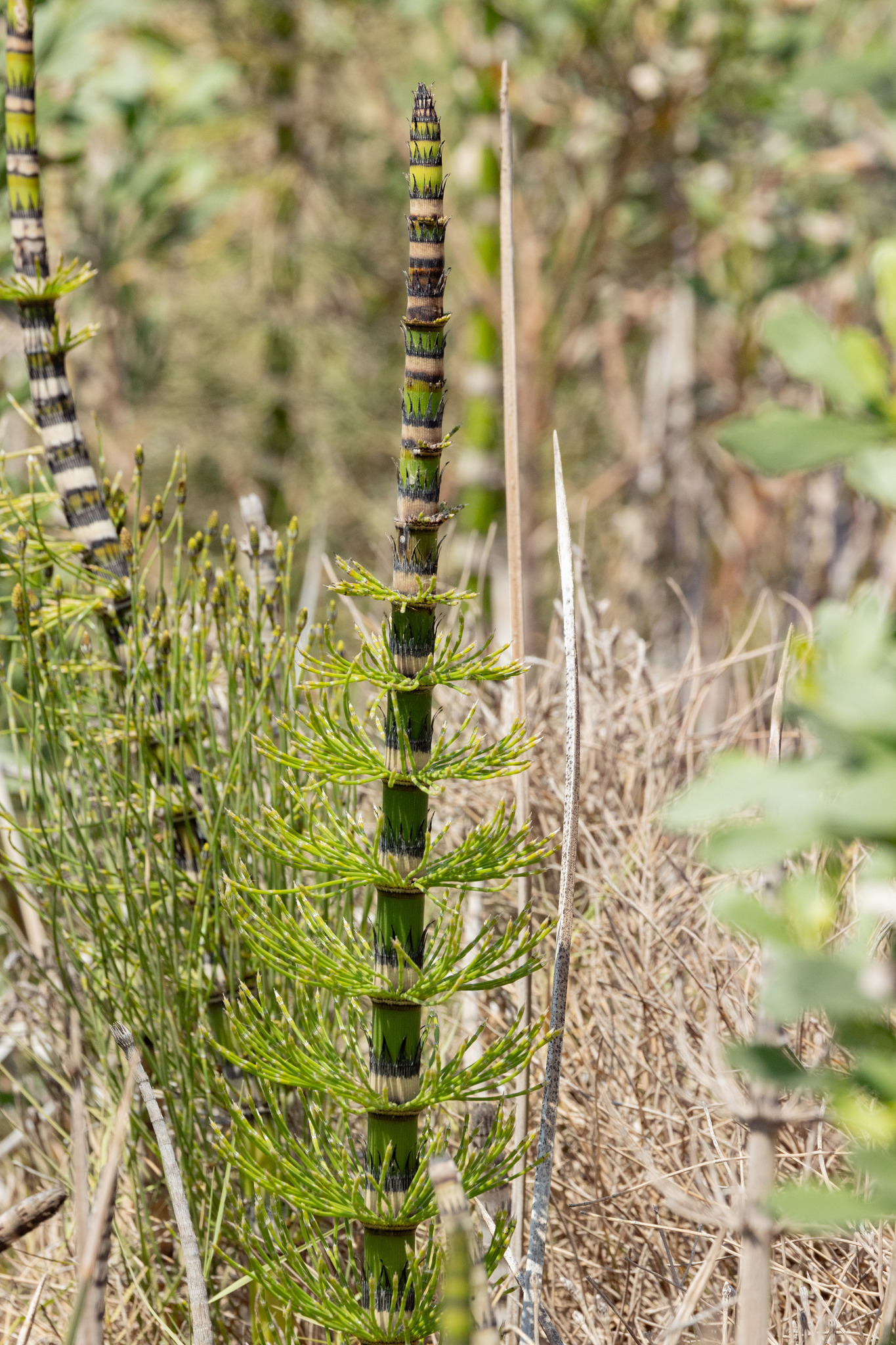
Detalle del tallo

Equisetum xylochaetum tiene un rizoma largo y subterráneo del que nacen tallos aéreos de varios metros de altura. Las hojas se reducen a una vaina negra alrededor de los nudos del tallo por los que son de tamaño muy pequeñas.

## Distribución y hábitat
Su área de distribución va desde el sur de Perú hasta el norte de Chile y crece principalmente en biomas desérticos o de matorrales secos.

## Taxonomía
Equisetum xylochaetum fue descrito por el botánico alemán Georg Heinrich Mettenius y publicada por primera vez en el libro Filices Lechlerianae 2: 34 en 1859.
Etimología
- Equisetum: nombre genérico que proviene de la combinación de dos términos latinos: equus (que significa 'caballo') y seta (que significa 'cabello o pelo'), haciendo referencia a que la apariencia de los tallos segmentados de las especies de este género recuerdan a una cola de caballo.
- xylochaetum: epíteto específico que deriva de las palabras griegas xylon (que significa 'madera' o 'tronco'), y chaetos (que significa 'pelo' o 'cerda'), haciendo referencia a que las plantas de esta especie tienen la apariencia de un tronco cubierto de pelos.[5]